# Marche Jazz Orchestra
La Marche Jazz Orchestra, spesso conosciuti anche con l'acronimo MJO, è stato una big band di jazz italiana fondata da Bruno Tommaso ed attiva dal 1981 al 2007.

## Storia
La Marche Jazz Orchestra nasce ad Ancona dopo un seminario organizzato nel 1980 nel capoluogo marchigiano sull'improvvisazione jazzistica tenuto da Bruno Tommaso di Roma.
La direzione è affidata a Bruno Tommaso e tra le prime esibizioni spicca la partecipazione alla rassegna "Ancona Jazz 81". Segue la registrazione di cinque concerti per il ciclo radiofonico "Un certo discorso: il lavoro del musicista", curato da Pasquale Santoli, in onda sul terzo programma nazionale della Rai.
Iniziano le prime collaborazioni con i musicisti di fama nazionale, tra i quali Renato Sellani e Giancarlo Schiaffini. Il raggio d'azione si completa con ospiti illustri, fra i quali Evan Parker e Marcello Rosa. Grazie al contributo del direttore Giorgio Gaslini, la Marche Jazz Orchestra propone un'esibizione ispirata al canto folcloristico marchigiano, letto in chiave jazzistica.
Dopo una breve parentesi di inattività, nel 1986 la Marche Jazz Orchestra diventa un'associazione culturale con sede a Montecarotto. La ripartenza permette anche un nuovo calendario di esibizioni live nelle Marche, in Puglia, al "St. Louis" di Roma e al "Coliseum" di Latina, dove la Rai registra il concerto per la rubrica televisiva Jazz Club.
Seguono collaborazioni con artisti come Gianluigi Trovesi e l'emergente e talentuoso Paolo Fresu. Con Trovesi in veste di Guest Artist la Marche Jazz Orchestra incide alcune nuove composizioni di Bruno Tommaso, a partire da Dies Irae, brano che fa da apripista al primo album omonimo della Marche Jazz Orchestra, registrato a Senigallia nel marzo del 1989 e pubblicato dalla Philology Records.
Nel 2000 esce per la Imprint Records il secondo e ultimo album, in formato CD, «Ulisse e l'Ombra» e sette anni dopo la Marche Jazz Orchestra si scioglie.

## Membri
- Alessandro Contini
- Alfonso Anzevino
- Angelo Rossi
- Daniele Giardina
- Enzo Veddovi
- Fabio Petretti
- Guido Guidoboni
- Marco Salvarini
- Massimo Manzi
- Otello Garofoli
- Ovidio Urbani
- Raffaele Giusti
- Raffaella Misiti
- Raffaella Siniscalchi
- Roberto Gobbi
- Roberto Piermartire
- Roberto Rossi
- Rodolfo Variani
- Samuele Garofoli
- Stefano Conforti
- Tomaso Lama
- Valentina Mutti
- Vittorio Gennari

## Discografia
- 1989 – Dies Irae (Philology)
- 2000 – Ulisse e l'Ombra (Imprint Records)